# Oskari Friman
Oskar David „Oskari“ Friman (27. ledna 1893 Usadišče, Ruské impérium – 19. října 1933 Vyborg, Sovětský svaz) byl finský zápasník, reprezentant v zápase řecko-římském.
V roce 1920 na olympijských hrách v Antverpách a v roce 1924 na hrách v Paříži vybojoval zlatou medaili. V roce 1921 zvítězil v lehké váze (67,5 kg) na mistrovství světa. Třikrát byl šampionem severských zemí a jedenáctkrát vybojoval finský titul.
Během své kariéry i po jejím skončení se živil jako řezník a klempíř. Po skončení aktivní kariéry působil také jako hlavní trenér finského a švédského národního týmu.